# Magnus Heinrich
Magnus Heinrich (* 18. Juli 1987 in Leipzig) ist ein ehemaliger deutscher Basketballspieler.

## Werdegang
Heinrich spielte Basketball zunächst beim USC Leipzig. In der Saison 2003/04 lief er für den BV TU Chemnitz 99 III in der Oberliga Sachsen auf. Anschließend war er wieder Teil des USC, trat mit dessen zweiter Herrenmannschaft ebenfalls in der Oberliga an. Ab 2006 spielte er mit Leipzigs erster Mannschaft in der 2. Regionalliga, mit der er 2008 in die 1. Regionalliga und 2010 in die 2. Bundesliga ProB aufstieg.
Heinrich war ebenfalls Teil der Leipziger Mannschaft, die sich mittlerweile Uni-Riesen nannte und die 2012/13 zum Teilnehmerfeld der zweithöchsten deutschen Basketballliga gehörte. Er war in diesem Spieljahr in 19 Begegnungen der 2. Bundesliga ProA im Einsatz. Nach dem Abstieg blieb der Flügelspieler der Mannschaft treu und spielte mit ihr in der 2. Bundesliga ProB. Heinrich war bis 2016 Mitglied der Uni-Riesen.
2024 wurde er Trainer der zweiten Mannschaft der BG Bitterfeld-Sandersdorf-Wolfen 06 und Assistenztrainer der ersten Mannschaft in der 2. Bundesliga ProB.